# 오가사와라 나가노부
오가사와라 나가노부(일본어: 小笠原 長円 おがさわら ながのぶ[*])는 부젠국 나카츠번 4대 번주이다. 타다나가계 오가사와라가 4대이다.

## 생애
엔포 4년 (1676년) 2월 26일, 초대 번주 오가사와라 나가츠구의 장남 나가아키라의 5남으로 태어났다.
겐로쿠 11년 (1698년) 7월 28일, 형이자 3대 번주인 나가타네가 악정과 난행을 이유로 개역되었다. 그러나, 오가사와라씨는 후다이의 명문이며, 번조 히데마사 등 조상들의 근로를 호평받아, 동생인 나가노부가 8만석에서 4만석으로 소령을 감봉당한 후 가독을 잇는 것이 허용되었다.
그러나, 나가노부도 형이나 선대의 나가카츠와 마찬가지로 바보여서, 번 재정 곤궁 때문에 백성에게 중세를 부과하고, 나아가 가신의 지행도 반감시켰다. 겐로쿠 11년 (1698년) 12월 25일, 종5위하 시나노노카미에 서위 및 임관되었다. 호에이 6년 (1709년)부터 병에 걸렸다고 말하며, 번정을 돌보지 않게 되었고, 뿐만 아니라 보양을 위해 호화로운 별저를 짓고 그곳에 거주하였으며, 이후에는 여자와 술에 빠진 생활을 하면서 더욱 번정을 혼란시켰다.
쇼토쿠 3년 (1713년) 10월 22일에 38세의 나이로 사망했다. 가독은 장남인 나가사토가 이었다.

## 가계
- 아버지 : 오가사와라 나가아키라
- 어머니 : 미상
- 정실 : 이나바 마사미치의 딸
- 생모 미상의 자녀
  - 장남 : 오가사와라 나가사토
  - 차남 : 오가사와라 나가오키
  - 딸 : 오가사와라 나가오키의 양녀 - 오가사와라 나가미치의 정실